# Vertical Man
Vertical Man es el undécimo álbum de estudio del músico británico Ringo Starr, publicado por la compañía discográfica Mercury Records en junio de 1998.
Publicado tras el éxito del proyecto The Beatles Anthology y con un creciente interés comercial en torno al legado de The Beatles, Vertical Man surgió como una colaboración con Mark Hudson, que produjo el álbum, y llevó a cabo la fórmula habitual en los trabajos de Ringo, con celebridades musicales que incluyó a sus compañeros de The Beatles Paul McCartney y George Harrison, además de músicos como Tom Petty, Brian Wilson, Ozzy Osbourne, Alanis Morissette, Joe Walsh, Steven Tyler y Timothy B. Schmit, entre otros.
Tras su publicación, Vertical Man se convirtió en el mayor éxito comercial de Ringo desde la publicación en 1976 de Ringo's Rotogravure, alcanzando el puesto 61 en la lista estadounidense Billboard 200. Además, entró por primera vez en la lista británica UK Albums Chart desde la publicación en 1974 de Goodnight Vienna, donde alcanzó el puesto 85.

## Historia
Finalizada la segunda edición de la All-Starr Band, que sirvió de promoción al álbum Time Takes Time, Ringo centró su actividad musical en el proyecto The Beatles Anthology, trabajando con Paul McCartney, George Harrison y Jeff Lynne en dos demos de John Lennon, «Free as a Bird» y «Real Love», y en la supervisión de material para un documental del grupo. 
El éxito del documental The Beatles Anthology, emitido en 1995 a través del canal ITV en Gran Bretaña y de ABC en los Estados Unidos y que acercó la música del grupo a nuevas generaciones, llevó a McCartney y a Starr a colaborar en proyectos paralelos. Así, McCartney publicó en 1997 Flaming Pie, un álbum que contó con la colaboración de Starr en dos canciones, «Beautiful Night» y «Really Love You».
Por su parte, Ringo decidió también explotar el filón de The Beatles Anthology grabando el sucesor de Time Takes Time. La grabación de Vertical Man comenzó en febrero de 1997 y se trasladó a varios estudios de grabación entre Los Ángeles (California) e Inglaterra, llegando a grabar varios temas en los Estudios Abbey Road de Londres y en los estudios personales de Harrison en Friar Park. 
Con la excepción de una versión de «Love Me Do», las canciones de Vertical Man fueron compuestas entre Mark Hudson, Dean Grakal, Gary Burr, Steve Dudas y el propio Ringo. La estrecha colaboración de Ringo con estos músicos continuó en sucesivos trabajos de estudio entre los álbumes Ringo Rama y Liverpool 8 y llegó a formar con ellos el grupo The Roundheads, que participó en la grabación el mismo año de VH1 Storytellers. 
Además, la grabación de Vertical Man siguió la fórmula de anteriores trabajos de Ringo, invitando a una larga lista de músicos como Ozzy Osbourne, Brian Wilson, Alanis Morissette, Tom Petty, Joe Walsh, Timothy B. Schmit y el cantante de Aerosmith Steven Tyler, entre otros. También contó con la participación de George Harrison, que tocó la guitarra eléctrica en «King of Broken Hearts» y «I'll Be Fine Anywhere», y de Paul McCartney, que tocó el bajo en «What in the... World» y cantó los coros junto a Morissette en «I Was Walkin'», en cuyo intermedio hace referencia a la canción «Six O' Clock», publicada en el álbum Ringo.
Por su parte, Brian Wilson participó cantando los coros en la canción «Without Understanding», mientras que Joe Walsh tocó la guitarra eléctrica en «What in the... World», «Mindfield» y «La De Da». Steven Tyler participó tocando la armónica en «Love Me Do» y «I Was Walkin'», la batería en «Drift Away» y cantando los coros en «Mindfield» y «La De Da». Además de McCartney y Tyler, la canción «La De Da» contó con la colaboración de otros 43 músicos en los coros, entre ellos Nils Lofgren, Timothy B. Schmit, Van Dyke Parks, la esposa de Ringo, Barbara Bach, y su hija, Lee Starkey.

## Recepción
Publicado en junio de 1998, con «La De Da» como primer sencillo promocional, Vertical Man recibió buenas reseñas por parte de la prensa especializada y se convirtió en el mayor éxito comercial de Ringo desde Goodnight Vienna. En Estados Unidos, Vertical Man alcanzó el puesto 61 de la lista Billboard 200, mientras que en el Reino Unido, donde ningún álbum desde Goodnight Vienna había entrado en la lista UK Albums Chart, Vertical Man llegó al puesto 85.
A pesar de marcar un punto de inflexión en la carrera musical de Ringo y elevar su estatus comercial, el éxito de Vertical Man no fue alentador, y el álbum dejó de ser distribuido a superficies comerciales a finales de la década de 1990. 

## Título del álbum
El título Vertical Man procede de una cita extraída de un libro que la hijastra de Ringo, Francesca, ganó en la escuela: «Let's hear it for the vertical man, there's always so much praise for the horizontal one» (en español: «Oigamos al hombre vertical, siempre hay elogios para el horizontal»).

## Lista de canciones
Todas las canciones escritas y compuestas por Richard Starkey, Mark Hudson, Dean Grakal y Steve Dudas, excepto donde se anota. 
| N.º | Título                  | Escritor(es)                              | Duración |  |
| 1.  | «One»                   |                                           | 3:02     |  |
| 2.  | «What in the... World»  |                                           | 3:29     |  |
| 3.  | «Mindfield»             |                                           | 4:06     |  |
| 4.  | «King of Broken Hearts» |                                           | 4:44     |  |
| 5.  | «Love Me Do»            | John Lennon, Paul McCartney               | 3:45     |  |
| 6.  | «Vertical Man»          |                                           | 4:42     |  |
| 7.  | «Drift Away»            | Mentor Williams                           | 4:09     |  |
| 8.  | «I Was Walkin'»         | Richard Starkey, Mark Hudson, Dean Grakal | 3:19     |  |
| 9.  | «La De Da»              |                                           | 5:41     |  |
| 10. | «Without Understanding» | Richard Starkey, Mark Hudson, Steve Dudas | 4:22     |  |
| 11. | «I'll Be Fine Anywhere» |                                           | 3:39     |  |
| 12. | «Puppet»                |                                           | 3:19     |  |
| 13. | «I'm Yours»             | Richard Starkey, Mark Hudson, Mark Nevin  | 3:24     |  |

## Posición en listas
| País           | Lista                       | Posición |
| -------------- | --------------------------- | -------- |
| Alemania       | Media Control Albums Charts | 59       |
| Estados Unidos | Billboard 200               | 61       |